# Westmitteleuropa
Westmitteleuropa ist eine nur unscharf definierbare Großregion Mitteleuropas und kann als westliches Mitteleuropa interpretiert werden, wird allerdings auch in anderen Bedeutungen verwendet. Das Gegenstück zu Westmitteleuropa ist Ostmitteleuropa. Das Begriffspaar entstand Anfang bis Mitte des 20. Jahrhunderts und wurde vor allem durch die geschichtsregionalen Studien des polnischen Historikers Oskar Halecki geprägt.
Während der Ostmitteleuropabegriff noch heute sehr lebendig Anwendung findet, ist der Begriff Westmitteleuropa unter Wissenschaftern weniger verbreitet. In der Westhälfte Europas wurde er bis zum Fall des Eisernen Vorhangs 1989/90 im Sprachgebrauch weitgehend mit Mitteleuropa selbst gleichgesetzt.

## Entwicklung des Begriffes

Territoriale Gliederung Mitteleuropas zwischen 1871 und 1918

Territoriale Gliederung Mitteleuropas zwischen 1919 und 1937

Gegen Ende des 18. Jahrhunderts erfolgte allmählich die Kategorisierung Europas in Großregionen unter dem Gesichtspunkt gemeinsamer oder verwandter Identität und Kultur. Die Deutschen und ihre Kultur nahmen hierbei in Zentraleuropa eine von ihnen als unanfechtbar erachtete herausragende Stellung ein. Im 19. Jahrhundert führte diese Dominanz zu Bestrebungen seitens  tschechischer und ungarischer Autoren für sich ein eigenständiges mitteleuropäisches Konzept zu etablieren, allerdings ohne dauerhaften Erfolg.
Infolge territorialer Verschiebungen aufgrund des Ersten und Zweiten Weltkrieges war die ursprüngliche Definition des Begriffes Mitteleuropa für manche Historiker nicht mehr tragbar und ein neues Konzept musste folgen. Im Jahr 1950 veröffentlichte Halecki in seinem Werk The Limits and divisions of European history das maßgeblich von ihm definierte Westmitteleuropa und Ostmitteleuropa. Ergänzend machte er Ausführungen zu den Großregionen Osteuropa, seiner Ansicht nach gleichbedeutend mit Russland respektive der Sowjetunion, sowie Westeuropa. Seine Definitionen gelten als das nachhaltigste Ergebnis mehrerer Debatten zum Thema osteuropäischer Geschichte verschiedener Internationaler Kongresse der Historiker, besonders des Kongresses 1923 in Brüssel und 1934 in Warschau. Wohingegen Haleckis Vorstellung nach Ostmitteleuropa in der Zange zwischen Westmitteleuropa und Osteuropa sei, hat er Westmitteleuropa als Deutschland und Österreich definiert. Zwischen den Großräumen hat er keine klar definierten, über die Historie unveränderlichen Grenzen festgelegt. Vielmehr verknüpfte er die Ausdehnung Westmitteleuropas an die Ausdehnung des in der Geschichte lange Zeit politisch schwachen Gebietes Ostmitteleuropa. Je nachdem wie sich der Druck von Westen oder aus Richtung Osten, auf Ostmitteleuropa auswirkt, verschieben sich die Grenzen.

## Kontroverse
Während der Begriff Ostmitteleuropa in der Fachwelt häufig verwendet wird und Thema von lebhafter, umfangreicher  Forschung ist, findet der Begriff Westmitteleuropa seit seiner Einführung bis heute nur geringe Beachtung. Wenig erfolgreich war z. B. 1992 der Versuch, die nach Halecki definierte Gliederung durch die Publikation Westmitteleuropa – Ostmitteleuropa: Vergleiche und Beziehungen. Festschrift für Ferdinand Seibt zum 65. Geburtstag populär zu machen. Einige Wissenschaftler streiten sogar die Existenz des Begriffspaares Westmitteleuropa – Ostmitteleuropa vehement ab. Als einen möglichen Grund, warum sich Westmitteleuropa im Gegensatz zu seinem Konterpart nicht durchgesetzt hat, nennt Lonnie R. Johnson die Tatsache, dass in den 1970er Jahren speziell ungarische Wirtschaftshistoriker den Begriff Ostmitteleuropa aufzugreifen begannen, um eine sprachliche Trennung von der Sowjetunion zu erreichen. Für österreichische und deutsche, aber auch tschechische Historiker hingegen war es während des Kalten Krieges und der dadurch bedingten Ost-West-Teilung Europas unvorstellbar, Mitteleuropa in einen Ost- und einen Westteil zu spalten. Diese Auffassung wird auch nach Ende des Kalten Krieges von einigen Kunsthistorikern beibehalten: Die generelle Untergliederung Mitteleuropas sei nicht zweckmäßig, da bis 1945 die deutsche Kultur bedingt durch zahlreiche  Siedlungsgebiete weit nach Osten reichte.

## Weitere Verwendung des Begriffes
Abweichend von der ursprünglichen Bedeutung nach Halecki, wird der Begriff Westmitteleuropa auch für andere geografische Einheiten verwendet, so beispielsweise in der Kartensammlung Geografie der Universitätsbibliothek Augsburg für die Staaten Niederlande, Belgien und Luxemburg.